# Pierre Mazuez
Pierre Mazuez, né le 16 janvier 1904 à Épinac-les-Mines (Saône-et-Loire), mort le 16 février 1968 à Montceau-les-Mines est un homme politique socialiste français. Il est député SFIO de Saône-et-Loire d'octobre 1945 à novembre 1958 et maire de Montceau-les-Mines de 1944 à 1965. 

## Biographie
Fils et petits fils d'instituteurs, Paul Mazuez suit des études de médecine à Lyon, il ouvre ensuite un cabinet à Montceau-les-Mines en 1929. Militant socialiste depuis 1928, il est élu au conseil municipal de cette ville ouvrière et minière, en 1935. Au sein de la Fédération socialiste du département, il s'oppose à Paul Faure (élu député en 1938) et dénonce les accords de Munich. 
Mobilisé en septembre 1939 au sein du 44e corps d'armée, il est fait prisonnier le 22 juin 1940 et libéré en septembre 1943.  À l'inverse de la plupart des députés SFIO du département, il s'engage dans la Résistance et devient un des médecins des maquis de Saône-et-Loire.
Président du Comité de la Libération de Montceau-les-Mines, il est élu maire de la ville en avril 1945. En octobre de la même année, il conduit la liste du Parti socialiste SFIO  qui emporte deux sièges sur les six à pourvoir pour le département à la Première Assemblée nationale constituante. Dès lors, il est reconduit à chaque élection jusqu'en 1958, étant à partir de juin 1946 le seul député socialiste d'un département où l'influence des anciens parlementaires de la Troisième République (élus de 1936 qui avaient voté les pleins pouvoirs à Pétain en 1940 et avaient été exclus de la SFIO en 1944) restait forte. Les événements de 1958 provoquent son hostilité au pouvoir « putschiste » du général de Gaulle, et au parti socialiste SFIO qui lui sert de « marche-pied » à la Chambre des députés. Il est battu aux élections de novembre 1958 dans la quatrième circonscription de Saône-et-Loire par le candidat gaulliste André Jarrot.
Il quitte alors le Parti socialiste SFIO et est un des fondateurs du PSU du département sud bourguignon. Réélu en 1959 à la Mairie de Montceau-les-Mines à la tête d'une liste d'Union de la gauche anti-gaulliste à laquelle participe le Parti communiste, il subit en 1965 une défaite face à André Jarrot. Il meurt trois années plus tard, à 64 ans.